# آنتوانت مایر
آنتوانت مایر (انگلیسی: Antoinette Meyer; ۱۹ ژوئن ۱۹۲۰ – ۱۹ ژوئیهٔ ۲۰۱۰) اسکی‌باز آلپاین اهل سوئیس بود.